# Cekcyn (gemeente)
De gemeente Cekcyn is een landgemeente in het Poolse woiwodschap Koejavië-Pommeren, in powiat Tucholski.
De zetel van de gemeente is in Cekcyn.
Op 30 juni 2004 telde de gemeente 6401 inwoners.

## Oppervlakte gegevens
In 2002 bedroeg de totale oppervlakte van gemeente Cekcyn 253,32 km², waarvan:
- agrarisch gebied: 23%
- bossen: 68%

De gemeente beslaat 23,56% van de totale oppervlakte van de powiat.

## Demografie
Stand op 30 juni 2004:
| Omschrijving                   | Totaal | Totaal | Vrouwen | Vrouwen | Mannen | Mannen |
| ------------------------------ | ------ | ------ | ------- | ------- | ------ | ------ |
| eenheid                        | aantal | %      | aantal  | %       | aantal | %      |
| inwoners                       | 6401   | 100    | 3210    | 50,1    | 3191   | 49,9   |
| bevolkingsdichtheid (inw./km²) | 25,3   | 25,3   | 12,7    | 12,7    | 12,6   | 12,6   |

In 2002 bedroeg het gemiddelde inkomen per inwoner 1474,12 zł.

## Administratieve plaatsen (sołectwo)
Brzozie, Cekcyn, Iwiec, Krzywogoniec, Ludwichowo, Małe Gacno, Nowy Sumin, Ostrowo, Trzebciny, Wielkie Budziska, Wysoka, Zalesie, Zdroje, Zielonka.

## Overige plaatsen
Bieszewo, Błądzim, Błądzim-Dworzec, Cekcynek, Dębowiec, Gołąbek, Huta, Jelenia Góra, Kiełpiński Most, Knieja, Kosowo, Kowalskie Błota, Kruszka, Lisiny, Lubiewice, Lubińsk, Łosiny, Madera, Mała Huta, Małe Budziska, Mikołajskie, Okiersk, Okoninek, Piła-Młyn, Plaskorz, Pustelnia, Rudzki Młyn, Sarnówek, Siwe Bagno, Skrajna, Sławno, Sowiniec, Stary Sumin, Stary Wierzchucin, Suchom, Szczuczanek, Szklana Huta, Świt, Wielkie Gacno, Wielkie Koralskie Błota, Wierzchlas, Wierzchucin, Wrzosowisko, Zamarte.

## Aangrenzende gemeenten
Gostycyn, Lniano, Lubiewo, Osie, Śliwice, Tuchola